# Szabó Endre (radiológus)
Szabó Endre (Marosvásárhely, 1927. július 20. – Marosvásárhely, 1997. február 3.) erdélyi magyar fizikai, kémiai és radiológiai szakíró, felesége Szabó-Selényi Zsuzsa.

## Életútja, munkássága
Középiskoláit szülővárosában, a Római Katolikus Főgimnáziumban végezte, 1946-ban érettségizett. Egyetemi tanulmányait a Bolyai Tudományegyetem Természettudományi Karán, kémia–fizika szakon kezdte, majd 1949-től Marosvásárhelyen az OGYI Gyógyszerészeti Karán folytatta, ahol 1950-ben gyógyszerész oklevelet kapott. 1950-től gyakornok az egyetem fizika tanszékén, majd tanársegéd (1952–60). Ezután 1965-ig adjunktusként a gyógyszerészeti fizika tanszéket vezeti, 1965–82 között az Egészségügyi és Járványellenes Központ osztályvezető fővegyésze a Sugárvédelmi Laboratóriumban, 1982–86 között radiokémikus a Radiológiai Klinika mellett működő Nukleáris Medicina Laboratóriumban. Kandidátusi fokozatot 1979-ben szerzett Budapesten az Eötvös Loránd Tudományegyetemen. A radioaktív anyagoknak az emberi fogban való felhalmozódásával foglalkozó doktori értekezését ugyanott, 1980-ban védte meg. Tagja a Romániai Orvostudományi Társaságok Egyesületének, a budapesti Eötvös Loránd Fizikai Társulatnak és a bécsi székhelyű Európai Nukleáris Orvosi Társaságnak.
Tudományos munkássága az orvosi fizika és a nukleáris medicina tárgykörét öleli fel, fő kutatási területe a nukleáris elektrotechnika és méréstechnika, a székelyföldi ásványvizek és gázömlések radioaktivitása, a környezetszennyezés természetes és mesterséges radionukleidokkal, összefüggések a rákos megbetegedések és egyes környezeti tényezők között.
Első dolgozatát 1957-ben az Orvosi Szemle közölte, ezt követően közel 200 közleménye jelent meg az Igiena, Studii şi Cercetări Ştiinţifice ale Academiei Române, Fizikai Szemle, Izotóptechnika, Atomtechnikai Tájékoztató, ATOMKI Közlemények, Neoplazma, Geographia Medica, Acta Hargitensia, Aluta c. folyóiratokban. Ismeretterjesztő cikkeket közölt a Természet Világa, Új Élet, Művelődés, Háromszék, Megyei Tükör hasábjain. Négy találmány és hét újítás fűződik nevéhez.

## Tanulmányai (válogatás)

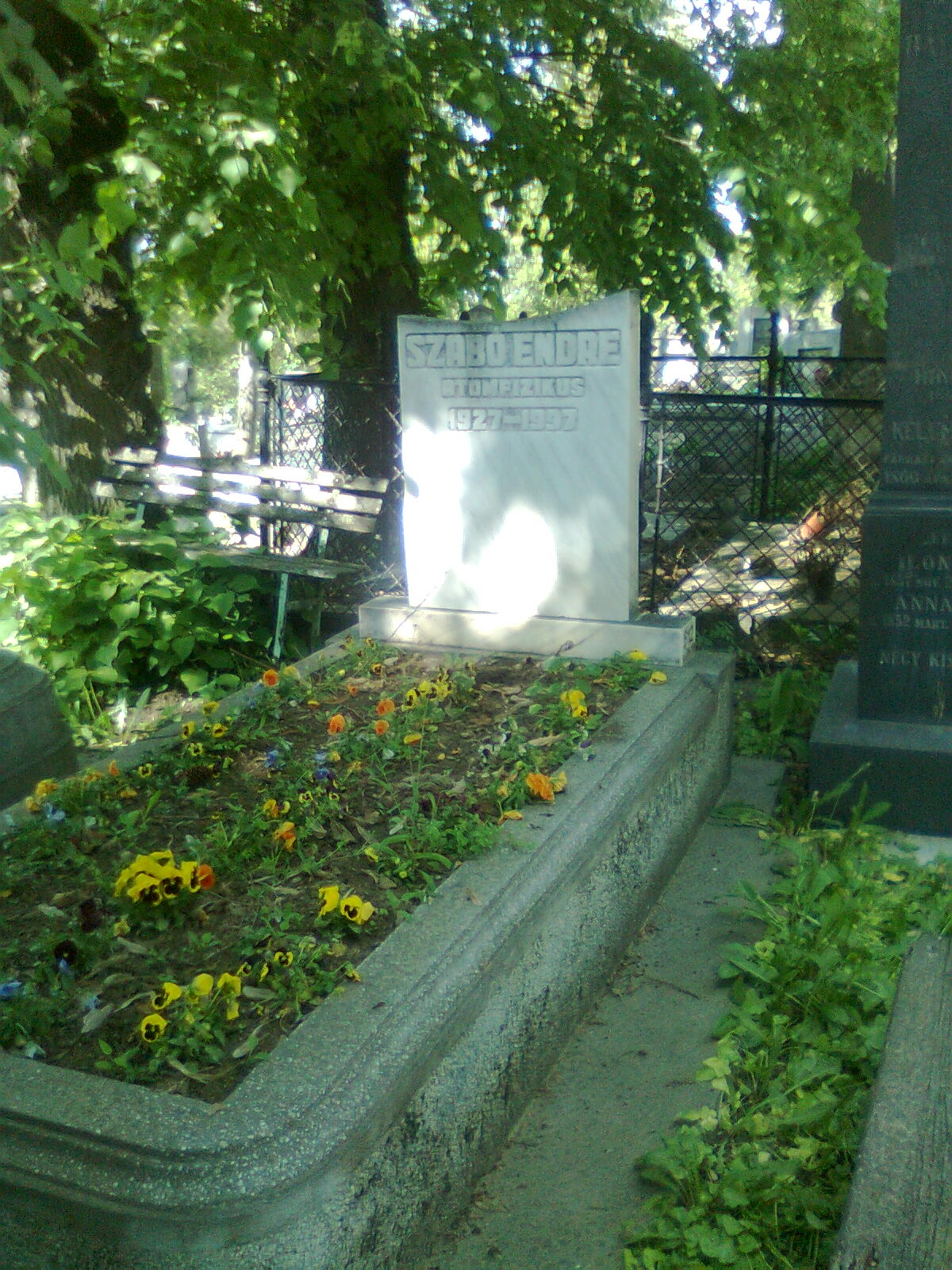
Sírja a marosvásárhelyi református temetőben

### Társszerző egyetemi jegyzetekben
- Fizikai gyakorlati jegyzet (Marosvásárhely, 1954);
- Fizika. I. Mechanika, hangtan, hőtan;
- Fizika. II. Elektromosságtan, fénytan (Marosvásárhely 1958);
- Fizika laboránsok részére (Marosvásárhely, 1959).

### Fejezetei gyűjteményes kötetekben
- Efectele terapeutice ale staţiunilor balneo-climaterice din judeţul Covasna (szerk. Benedek Géza, Kovászna, 1969);
- Hargita megye természetes gyógytényezői (szerk. Jakab Kálmán, Csíkszereda,  1974);
- Cancerul gastric. XIII. (szerk. I. Chiricuţă, Kolozsvár, 1984);
- Metode sanitare de control a radioactivităţii (Bukarest, 1976);
- A kézdivásárhelyi városi kórház és a Szentkereszthy Stephanie Kórház Alapítvány monográfiája (szerk. Boga Olivér, Kézdivásárhely, 1991).

### Posztumusz kötete
- Kovászna, a természet ajándéka. Fizikai-kémiai tanulmányok Kovászna megye legfontosabb természetes gyógytényezőiről (Marosvásárhely, 1998); ez felesége, Sz. Selényi Zsuzsa kiadásában jelent meg.